# 磁気共鳴血管画像

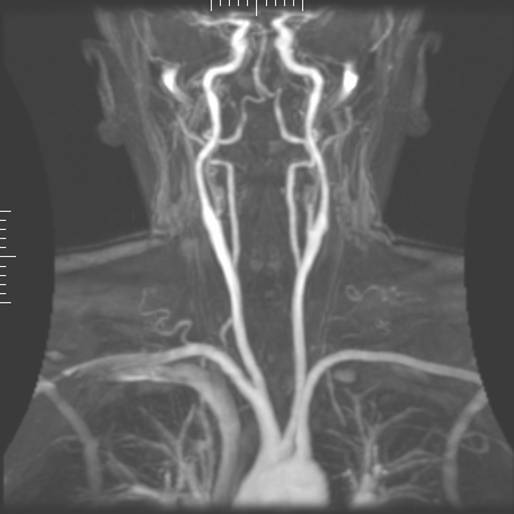
MRAにより心臓からウィリス動脈輪に至るまでが見える

血管の様子

磁気共鳴血管画像（じききょうめいけっかんがぞう、MRアンギオグラフィ、MR angiography, MRA）とは、核磁気共鳴画像法 (MRI) を用いて血管像を描出する方法で、大きく分けてタイム・オブ・フライト法 (time-of-flight, TOF) と位相コントラスト法 (phase contrast, PC) がある。両者ともに2D-FT (Fourier transform) 法と3D-FTがある。現在、非造影の3D-TOF法が簡便で撮像時間も短く、空間分解能が高いことから脳ドックなどのスクリーニング検査を含め、広く使われている。
高速グラジェントエコー法 (fast gradient echo) で自動注入器による造影剤注入を併用した造影MRAも、心・大血管描出目的などに対して行われている。